# Teatr amatorski w Żelechowie
Teatr Amatorski w Żelechowie działał w latach 1906–1985. W trakcie swojej działalności przez zespół przewinęło się kilkaset osób, sztuki wystawiono także w innych miastach Polski. W okresie powojennym teatr zdobył wiele wyróżnień i nagród. Zadaniem i celem istnienia amatorskiego teatru w Żelechowie była bezinteresowna i społeczna praca dla własnego środowiska, budzenie zainteresowań sztuką teatralną i wychowanie przez aktywne uczestnictwo w kulturze.

## Początki

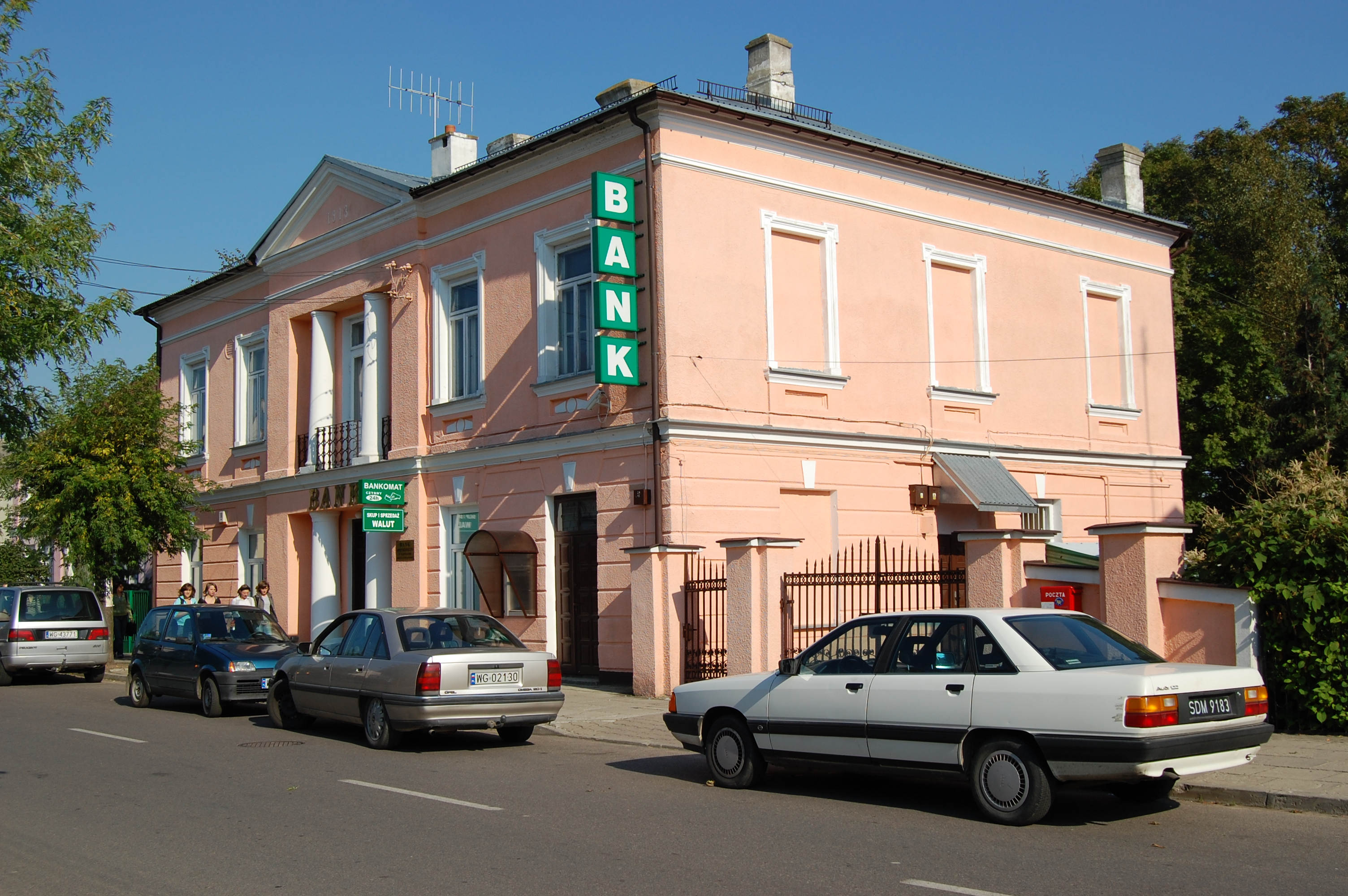
Dawny Dom Ludowy w Żelechowie

Pod koniec XIX wieku osiedlił się w Żelechowie, lekarz i społecznik dr Antoni Michałowski. Z jego inicjatywy i przy jego czynnym współudziale w roku 1906 założono Towarzystwo Miłośników Sceny i Muzyki, którego celem było krzewienie kultury. Jedna z podjętych przez Towarzystwo inicjatyw było wybudowanie w remizie strażackiej podium, na którym urządzono scenę pudełkową z kurtyną, niewielkim zapleczem, oświetloną lampami naftowymi. Scena ta służyć miała wystawianiu inscenizacji teatralnych. Pierwsze przedstawienia reżyserowane były przez córki dra Michałowskiego. Wystawiano sztuki ludowe z tańcami i śpiewami, m.in. „Chłopi arystokraci”, „Błażek opętany”, „Łobzowie”, przy akompaniamencie amatorskiej orkiestry. Wśród miłośników teatru znaleźli się żelechowscy szewcy, malarze pokojowi, pracownicy Sądu, Poczty, Kasy Spółdzielczej, przedstawiciele wolnych zawodów. W latach 1908–1909 z teatrem amatorskim współpracowała siostra sławnego scenografa polskiego Karola Frycza, żona miejscowego lekarza. Pod jej kierunkiem stawiał pierwsze kroki sceniczne późniejszy kierownik i reżyser zespołu Konstanty Biernacki.
W roku 1913, dzięki działalności dra Michałowskiego ukończono budowę Domu Ludowego – Kasy Stefczyka ze sceną, widownią na 200 miejsc i zapleczem dla teatru. W tym okresie przybył do Żelechowa dyrektor i reżyser jednego z większych teatrów objazdowych Karol Burski wraz z żoną aktorką, który przekazał zespołowi żelechowskiemu wiele kostiumów, rekwizytów i różnego sprzętu teatralnego. Pod kierunkiem Burskiego miejscowi amatorzy wystawili m.in. „Zbójców” Schillera, „Majkę Szwarcenkopf” Zapolskiej, wodewil „Podróż po Warszawie”, „ Ciotkę Karola” Brandona i inne. W okresie I wojny światowej działalność teatru amatorskiego została bardzo ograniczona.
Po odzyskaniu niepodległości duży wkład w organizowanie przedstawień amatorskich wniosła Maria Dmowska – żona miejscowego notariusza, która przed zamążpójściem przez szereg lat mieszkała u rodziny w Paryżu i tam ukończyła studium teatralne. Reżyserowała w Żelechowie wiele sztuk. Po jej wyjeździe reżyserowaniem zajęli się Konstanty Biernacki i Stanisław Kment. W okresie międzywojennym niektóre przedstawienia organizowała także, głównie w czasie wakacji, młodzież akademicka i uczniowie szkół średnich.

## Okres powojenny
Po zakończeniu II wojny światowej nastąpił trzeci, najbardziej aktywny i korzystny dla teatru amatorskiego w Żelechowie okres. Pierwsze przedstawienia przygotowane były doraźnie dawnym budynku pałacowym, a po wyremontowaniu sali i sceny, w domu spółdzielczym. Warto wspomnieć, że w okresie okupacji hitlerowskiej kilka przedstawień odbyło się potajemnie w domu Stanisława Kmenta, gdzie prowadzono tajne nauczanie młodzieży.
W 1949 roku z inicjatywy Zygmunta Zielińskiego zaczęto organizować w Żelechowie spółdzielnię szewską. Założony wcześniej Punkt Usługowy, przy współudziale licznych fachowców przerodził się w 1959 r. w dobrze zorganizowaną Spółdzielnię Pracy Szewców „Piechur”, zatrudniającą ok. 150 osób. Pierwszy jej prezes i założyciel Zygmunt Zieliński oraz jego najbliżsi współpracownicy troszcząc się o rozwój techniczny i ekonomiczny spółdzielni, nie zapominali o życiu kulturalno oświatowym załogi. W roku 1950 zaangażowali jako animatora kultury Konstantego Bernackiego. W swej pracy podjął on starania, których celem było nawiązanie do tradycji teatru amatorskiego w Żelechowie i rozpoczął organizowanie przy spółdzielni takiego teatru.
Pierwsi członkowie zespołu wywodzili się wyłącznie spośród załogi spółdzielni. W początkowym okresie wystawiano jednoaktówki i małe montaże sceniczne, gromadzono sprzęt teatralny – rekwizyty, kostiumy, obuwie oraz inne przedmioty, które wykonywali żelechowscy krawcy, stolarze, szewcy i  inni rzemieślnicy. W ten sposób obok aktorów – amatorów, inspicjentów, suflerów miejscowi rzemieślnicy byli współtwórcami każdego nowego spektaklu. Od 1954 roku zaczęła się współpraca z miejscowymi szkołami, Spółdzielnią „Samopomoc Chłopska” i wszystkimi chętnymi i uzdolnionymi miłośnikami teatru.
W ciągu 36 lat amatorski zespół teatralny opracował i wystawił kilkadziesiąt sztuk teatralnych. Były to zarówno jednoaktówki, jak i spektakle pełnoaktowe oraz montaże słowno – muzyczne, składanki poezji i prozy autorów polskich i zagranicznych. Grane były sztuki m.in. A. Fredry, M. Bałuckiego, Z. Przybylskiego, J. Korzeniowskiego, A. Roszkowskiego, S.Wyspiańskiego, J. Abramowa, G.Zapolskiej oraz adaptacje sceniczne dzieł Henryka Sienkiewicza i Bolesława Prusa autorów współczesnych S. Otwinowskiego, J. Szaniawskiego, Lachowicza, Z. Skowrońskiego, S. Goszczurnego. Wśród autorów zagranicznych sięgano po sztuki np.: Czechowa, De Filippo, Brandona i innych. Zespół brał udział w wielu przeglądach i eliminacjach oraz uroczystościach okolicznościowych. O jego działalności opublikowano wiele notatek i recenzji w prasie codziennej i czasopismach. Zespół gościł niejednokrotnie na antenie polskiego radia i telewizji. Otrzymał także wiele nagród i wyróżnień m.in. nagrodę Centralnej Komisji Koordynacyjnej przy Ministerstwie Kultury i Sztuki, Nagrodę Ministra Kultury i Sztuki, pierwszą nagrodę wojewódzką w czasie Światowego Festiwalu Młodzieży i Studentów w Warszawie w roku 1955.
Poza Żelechowem i byłym powiatem garwolińskim spektakle prezentowane były w różnych ośrodkach spółdzielczych dawnego województwa warszawskiego, m.in. w Warszawie, Płocku, Siedlcach, Pruszkowie, Żyrardowie, Otwocku, Rykach oraz na terenie województwa olsztyńskiego – w ramach wymiany zespołów, jak również w Stalowej Woli – na przeglądzie krajowym 12 najlepszych zespołów amatorskich kraju. W tym okresie działalności Zespół dał ponad 250 przedstawień.
Rotacja członków zespołu wynosiła w tym okresie ponad 200 osób, z czego 75 osób – to pracownicy byłej Spółdzielni „Piechur”, 32 – uczennice i uczniowie Liceum Ogólnokształcącego, 31 – uczennice i uczniowie  Zespołu Szkół Zawodowych, 25 – pracownicy Gminnej Spółdzielni „Samopomoc Chłopska”, 29 osób to nauczyciele, farmaceuci  i inne zawody. Wielu członków Zespołu opuściło Żelechów, ale wiele osób mieszka w tym mieście i jego okolicach.
W 1981 roku z okazji 75-lecia Amatorski Zespół Teatralny w Żelechowie otrzymał Dyplom Honorowy Ministra Kultury i Sztuki. Choroba i śmierć reżysera i kierownika Zespołu Konstantego Biernackiego spowodowała zakończenie działalności Amatorskiego Zespołu Teatralnego.